# 席小军
席小军（1962年3月—），山西省蒲县人。中华人民共和国政治人物。1984年8月参加工作，1985年7月加入中国共产党。太原师范专科学校中文系汉语言文学专业毕业，在职研究生学历。

## 生平
1995年5月，任共青团山西省委组织部部长。1997年10月，任共青团山西省委副书记。
2004年12月，任中共忻州市委常委、组织部部长。2008年4月，任中共忻州市委副书记。2008年8月，任中共长治市委副书记。2011年3月，任山西省旅游局党组书记、局长。2013年2月，任中共长治市委副书记、市长。2016年5月，改任中共长治市委书记。2018年1月29日，当选山西省政协副主席。2023年1月，届满卸任。